# Kim Sun-woo (pentathlon moderne)
Dans ce nom, le nom de famille, Kim, précède le nom personnel coréen.
Kim Sun-woo, née le 6 octobre 1996, est une pentathlonienne sud-coréenne.

## Palmarès
| Discipline/Année                         | 2014 | 2015 | 2016 |
| ---------------------------------------- | ---- | ---- | ---- |
| Jeux olympiques Individuel               | -    | -    | 14e  |
| Championnats du monde seniors Individuel | -    | -    | -    |
| Championnats du monde seniors Équipe     | -    | -    | -    |
| Championnats du monde seniors Relais     | -    | -    | -    |
| Coupe du monde seniors Individuel        | -    | -    | -    |

Ce palmarès n'est pas complet